# عمر محمد الطيب
الفريق (م) الدكتور عمر محمد الطيب النائب الأول لرئيس جمهورية السودان الاسبق، ولد في عام 1936 في قرية الزيداب شمال السودان. ولقد انتقلت أسرته الي الخرطوم حيث درس الابتدائية والثانوية وتخرج من الكلية الحربية الدفعة السابعة ضابطا في الجيش السوداني   حيث خدم في عديد من مناطق السودان بمختلف الرتب العسكرية. وقد حصل علي عدد من الاوسمة والنياشين والامتيازات والدورات التدريبية في الولايات المتحدة الأمريكية وبريطانيا وألمانيا والعراق. وظهرت شهرته العسكرية عندما ضرب التمرد في جنوب السودان والذي قاد الي اتفاقية اديس ابابا في 1972. بعدها تولي منصب رئيس جهاز المخابرات السودانية وعين نائب أول لرئيس الجمهورية نتيجة لجهوده في المصالحة الوطنية. بعد أنتفاضة أبريل في 1985 حكم عليه 144 سنة سجن في محاكمة سياسية سافر بعدها الي المملكة العربية السعودية 1989 في رحلة للمنفي الاختياري دامت أحدي عشرة عاما ثم عاد الي السودان في عام 2000 بعد العفو عنه وارجاع ممتلكاته المصادرة.
ظل بعيدا عن الظهور في شاشات الاعلام وهو من الشخصيات المؤيدة لنظام مايو وهو من ارسل برقية إلى جعفر نميري في أمريكا مطالباً عودته على وجه السرعة بعد تسرب خبر تحرك مجموعة من الضباط للقيام بانقلاب عسكري تأييدا للشارع السوداني
الوفاة:الثلاثاء 11/يوليو/2023